# Cooperació Econòmica de l'Àsia-Pacífic

Estats membres de l'APEC

La Cooperació Econòmica de l'Àsia-Pacífic, més coneguda per les seves sigles en anglès, APEC (Asia-Pacific Economic Cooperation), és un fòrum dels governs de 21 economies membres a la Vora del Pacífic que promou el lliure comerç a tota la regió Àsia-Pacífic. Després de l'èxit de diverses conferències de l'Associació de Nacions del Sud-est Asiàtic a mitjan dècada de 1980, l'entitat va començar a funcionar de manera oficial el 1989. El motiu de la posada en marxa va ser la creixent interdependència de les economies d'Àsia-Pacífic i l'arribada dels blocs comercials regionals a altres parts del món, així com la voluntat d'establir nous mercats per als productes agrícoles i les matèries primeres més enllà d'Europa. Amb seu a Singapur, APEC és reconegut com un dels blocs multilaterals de més alt nivell i fòrums més antics de la regió Àsia-Pacífic, i exerceix una influència global important.
Els caps de govern de tots els membres de l'APEC excepte Taiwan (que està representat per un funcionari de nivell ministerial com a líder econòmic) assisteixen a la reunió anual de líders econòmics. La ubicació de la reunió va canviant anualment entre les economies membres, i una tradició famosa, seguida per a la majoria de les cimeres, implica que els líders assistents es vesteixen amb un vestit nacional del país amfitrió. L'entitat compta amb tres observadors oficials: el Secretariat de l'Associació de Nacions del Sud-est Asiàtic, el Consell de Cooperació Econòmica del Pacífic i el Secretariat del Fòrum de les Illes del Pacífic. Es considera que l'economia amfitriona de l'any d'APEC ha de representar la regió d'Àsia-Pacífic a les reunions del G20 seguint-ne les directrius.

## Història
La inspiració inicial per a l'APEC va venir de la sèrie de conferències postministerials de l'Associació de Nacions del Sud-est Asiàtic (ASEAN), llançada a mitjans dels anys vuitanta, que havia demostrat la viabilitat i el valor de les conferències regulars entre ministres tant de països desenvolupats com d'economies en desenvolupament. El 1986, les conferències s'havien ampliat fins a incloure 12 membres (els llavors sis membres de l'ASEAN i els seus sis socis de diàleg). Els avenços van portar el primer ministre australià Bob Hawke a creure en la necessitat de cooperar a tota la regió en qüestions econòmiques. El gener de 1989, Bob Hawke va demanar una cooperació econòmica més efectiva a la regió del Pacífic. Això va portar a la primera reunió de l'APEC a la capital australiana de Canberra al novembre, presidida pel ministre d'Afers Exteriors d'Austràlia, Gareth Evans. Amb la presència de ministres de dotze països, la reunió va concloure amb el compromís de celebrar futures reunions anuals a Singapur i Corea del Sud. Deu mesos després, representants de 12 economies d'Àsia-Pacífic es van reunir a Canberra, Austràlia, per establir l'APEC. La Secretaria de l'APEC, amb seu a Singapur, es va establir per coordinar les activitats de l'organització.
Durant la reunió de 1994 a Bogor, Indonèsia, els líders de l'APEC van adoptar els Objectius de Bogor, que volien impulsar el comerç i la inversió lliures i obertes a l'Àsia-Pacífic el 2010 per a les economies industrialitzades i el 2020 per a les economies en desenvolupament. Durant la Reunió Ministerial de novembre de 1995 a Osaka, Japó, el 1996 es va acordar la creació d'un organisme assessor empresarial anomenat APEC Business Advisory Council (ABAC) format per tres executius empresarials de cada país membre.
L'abril de 2001, l'APEC, en col·laboració amb altres cinc organitzacions internacionals (Eurostat, Agència Internacional de l'Energia, l'Organització dels països exportadors de petroli i la Divisió d'Estadística de les Nacions Unides) van posar en marxa el Joint Oil Data Exercise, que el 2005 es va convertir en la Joint Organizations Data Initiative (JODI).

## Estats membres
L'APEC està formada per 21 estats membres:

### Membres fundadors
- Austràlia (1989)
- Brunei (1989)
- Canadà (1989)
- Corea del Sud (1989)
- Estats Units (1989)
- Filipines (1989)
- Indonèsia (1989)
- Japó (1989)
- Malàisia (1989)
- Nova Zelanda (1989)
- Singapur (1989)
- Tailàndia (1989)

### Altres membres
- Xina (1991)
- Hong Kong (1991)
- Taiwan (1991)
- Mèxic (1993)
- Papua Nova Guinea (1993)
- Xile (1994)
- Perú (1998)
- Rússia (1998)
- Vietnam (1998)

## Possible ampliació
L'Índia va sol·licitar ser membre de l'APEC i va rebre el suport inicial dels Estats Units, Corea del Sud, Austràlia, i Papua Nova Guinea. Els funcionaris, però, van decidir no permetre que l'Índia s'hi unís per diversos motius, inclòs el fet que l'Índia no limita amb l'oceà Pacífic, com sí que fan tots els membres actuals. Tanmateix, l'Índia va ser convidada a ser observadora per primera vegada el novembre de 2011.
Bangla Desh, Pakistan, Sri Lanka, Macau, Mongòlia, Laos, Cambodja, Costa Rica, Colòmbia, Panamà, i l'Equador es troben entre una dotzena d'economies més que han sol·licitat ser membre de l'APEC. Colòmbia va sol·licitar l'adhesió a l'APEC ja l'any 1995, però la seva candidatura es va aturar perquè l'organització va deixar d'acceptar nous membres entre 1993 i 1996, i la moratòria es va perllongar encara més fins al 2007 a causa de la crisi financera asiàtica de 1997.

## Llista de cimeres de l'APEC
| #   | Data de la cimera:                       | Lloc de la cimera: | Ciutat:                     |
| --- | ---------------------------------------- | ------------------ | --------------------------- |
| 1è  | 6–7 de novembre de 1989                  | Austràlia          | Canberra                    |
| 2è  | 29–31 de juliol de 1990                  | Singapur           | Singapur                    |
| 3è  | 12–14 de novembre de 1991                | Corea del Sud      | Seül                        |
| 4è  | 10–11 de setembre de 1992                | Tailàndia          | Bangkok                     |
| 5è  | 19–20 de novembre de 1993                | Estats Units       | Illa Blake                  |
| 6è  | 15–16 de novembre de 1994                | Indonèsia          | Bogor                       |
| 7è  | 18–19 de novembre de 1995                | Japó               | Osaka                       |
| 8è  | 24–25 de novembre de 1996                | Filipines          | Manila/Subic                |
| 9è  | 24–25 de novembre de 1997                | Canadà             | Vancouver                   |
| 10è | 17–18 de novembre de 1998                | Malàisia           | Kuala Lumpur                |
| 11è | 12–13 de setembre de 1999                | Nova Zelanda       | Auckland                    |
| 12è | 15–16 de novembre de 2000                | Brunei             | Bandar Seri Begawan         |
| 13è | 20–21 de octubre de 2001                 | Xina               | Shanghai                    |
| 14è | 26–27 de octubre de 2002                 | Mèxic              | Los Cabos                   |
| 15è | 20–21 de octubre de 2003                 | Tailàndia          | Bangkok                     |
| 16è | 20–21 de novembre de 2004                | Xile               | Santiago                    |
| 17è | 18–19 de novembre de 2005                | Corea del Sud      | Busan                       |
| 18è | 18–19 de novembre de 2006                | Vietnam            | Hanoi                       |
| 19è | 8–9 de setembre de 2007                  | Austràlia          | Sydney                      |
| 20è | 22–23 de novembre de 2008                | Perú               | Lima                        |
| 21è | 14–15 de novembre de 2009                | Singapur           | Singapur                    |
| 22è | 13–14 de novembre de 2010                | Japó               | Yokohama                    |
| 23è | 12–13 de novembre de 2011                | Estats Units       | Honolulu                    |
| 24è | 9–10 de setembre de 2012                 | Rússia             | Vladivostok                 |
| 25è | 5–7 de octubre de 2013                   | Indonèsia          | Bali                        |
| 26è | 10–11 de novembre de 2014                | Xina               | Pequín                      |
| 27è | 18–19 de novembre de 2015                | Filipines          | Pasay                       |
| 28è | 19–20 de novembre de 2016                | Perú               | Lima                        |
| 29è | 10–11 de novembre de 2017                | Vietnam            | Da Nang                     |
| 30è | 17–18 de novembre de 2018                | Papua Nova Guinea  | Port Moresby                |
| 31è | 16–17 de novembre de 2019 (cancel·lat)   | Xile               | Santiago                    |
| 31è | 20 de novembre de 2020                   | Malàisia           | Kuala Lumpur (met en línia) |
| 32è | 16 de juliol de i 12 de novembre de 2021 | Nova Zelanda       | Auckland (met en línia)     |
| 33è | 18–19 de novembre de 2022                | Tailàndia          | Bangkok                     |
| 34è | 15–17 de novembre de 2023                | Estats Units       | San Francisco               |
| 35è | 10–16 de novembre de 2024                | Perú               | Cusco                       |